# یوهان ده موینک
یوهان ده موینک (زادهٔ ۳۰ مه ۱۹۴۸) رکابزن حرفه‌ای سابق اهل بلژیک است که در رشتهٔ دوچرخه‌سواری جاده فعالیت می‌کرد. او توانست در سال ۱۹۷۸ برندهٔ جیرو دیتالیا شود.

## فعالیت حرفه‌ای
ده موینک در ایورژم زاده شد و فعالیت حرفه‌ای را در سال ۱۹۷۱ آغاز کرد که در سال نخست، دو پیروزی به دست آورد. در سال ۱۹۷۳ برندهٔ مسابقه‌های برابانتسه و ارلبک شد. در سال ۱۹۷۶ نیز با پیروزی در سه مرحلهٔ تور روماندی، قهرمان این تور شد. همچنین در یک مرحلهٔ جیرو دیتالیا پیروز شد و در پایان، بر سکوی دوم ایستاد. سپس در سال ۱۹۷۷ نایب قهرمانی تور کاتالونیا را به دست آورد.
در جیرو دیتالیای ۱۹۷۸ ده موینک در مرحلهٔ سوم فرار کرد و با برتری ۵۲ ثانیه‌ای نسبت به سایر رکابزنان، برنده شد تا پیراهن صورتی را به تن کند. هرچند برتری او در مرحلهٔ بعد به هشت ثانیه کاهش یافت؛ ولی توانست این برتری را حفظ کند و افزایش دهد. در پایان جیرو، ده موینک با اختلاف ۵۲ ثانیه نسبت به جامباتیستا بارونکلی به قهرمانی رسید.
در سال بعد، ده موینک در تور دو فرانس شرکت کرد؛ ولی آن را به پایان نرساند. در تور دو فرانس ۱۹۸۰ چهارم شد و در تور سال بعد، در رتبهٔ هفتم قرار گرفت. ده موینک در تور دو فرانس ۱۹۸۳ پس از مرحلهٔ دوازدهم کناره‌گیری کرد و در همان سال، فعالیت حرفه‌ای او به پایان رسید.